# Veľký Meder
Veľký Meder, ungarisch Nagymegyer (1948 bis 1990 slowakisch Čalovo; deutsch Groß-Magendorf) ist eine Stadt im Südwesten der Slowakei.

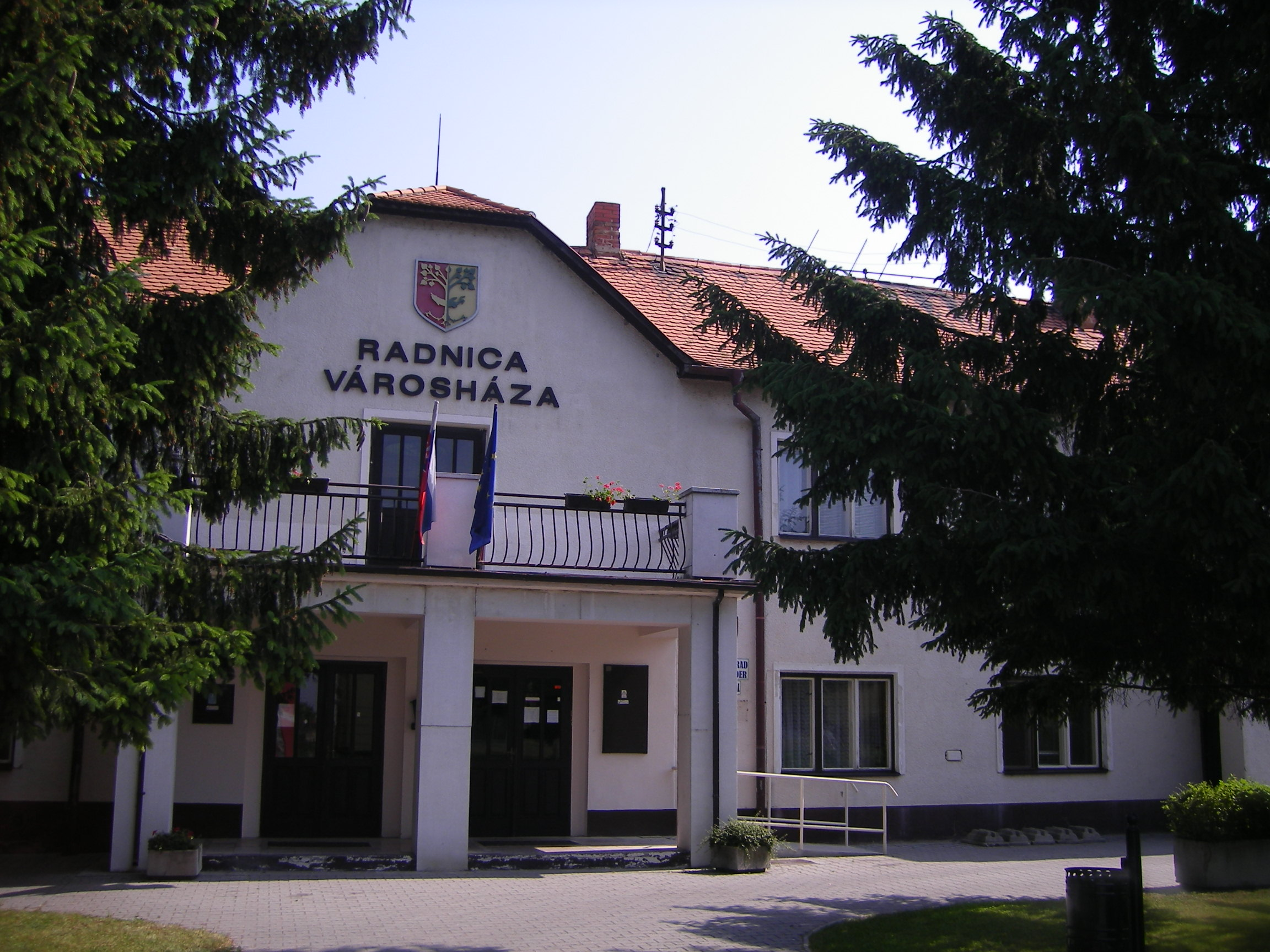
Rathaus der Stadt

## Geschichte
Der Ort wurde 1268 zum ersten Mal schriftlich als Villa Meger erwähnt, hieß von 1948 bis 1990 Čalovo (nach dem ursprünglichen slowakischen Namen eines Teils/Flusses/Hafens der Schüttinsel aus dem 12./13. Jahrhundert) und gliedert sich in Veľký Meder und Ižop (ungarisch Izsap).
Bis 1918 gehörte Veľký Meder zum Königreich Ungarn und kam dann zur neu entstandenen Tschechoslowakei. Durch den Ersten Wiener Schiedsspruch kam die Stadt von 1938 bis 1945 kurzzeitig wieder zu Ungarn.
Die Stadt ist stark von der ungarischstämmigen Einwohnerschaft geprägt, die etwa 85 % ausmacht. Im Jahr 1941 lebten noch 522 Juden in Nagymegyer.

## Bevölkerung
| Jahr                | 1994 | 2004    | 2014    | 2024    |
| ------------------- | ---- | ------- | ------- | ------- |
| Anzahl der Personen | 9311 | 8933    | 8763    | 8204    |
| Unterschied         |      | −4,05 % | −1,90 % | −6,37 % |

| Jahr                | 2023 | 2024    |
| ------------------- | ---- | ------- |
| Anzahl der Personen | 8254 | 8204    |
| Unterschied         |      | −0,60 % |

## Sehenswürdigkeiten
- römisch-katholische Kirche aus dem Jahre 1460, 1900 im neoklassizistischen Stil neu erbaut und dem heiligen Nikolaus geweiht
- reformierte Kirche von 1784 im barocken Stil
- Kapelle von 1910, der Jungfrau Maria geweiht
- Siehe auch: Liste der denkmalgeschützten Objekte in Veľký Meder

## Partnerstädte
- Bácsalmás, Komitat Bács-Kiskun, Ungarn (seit 1994)

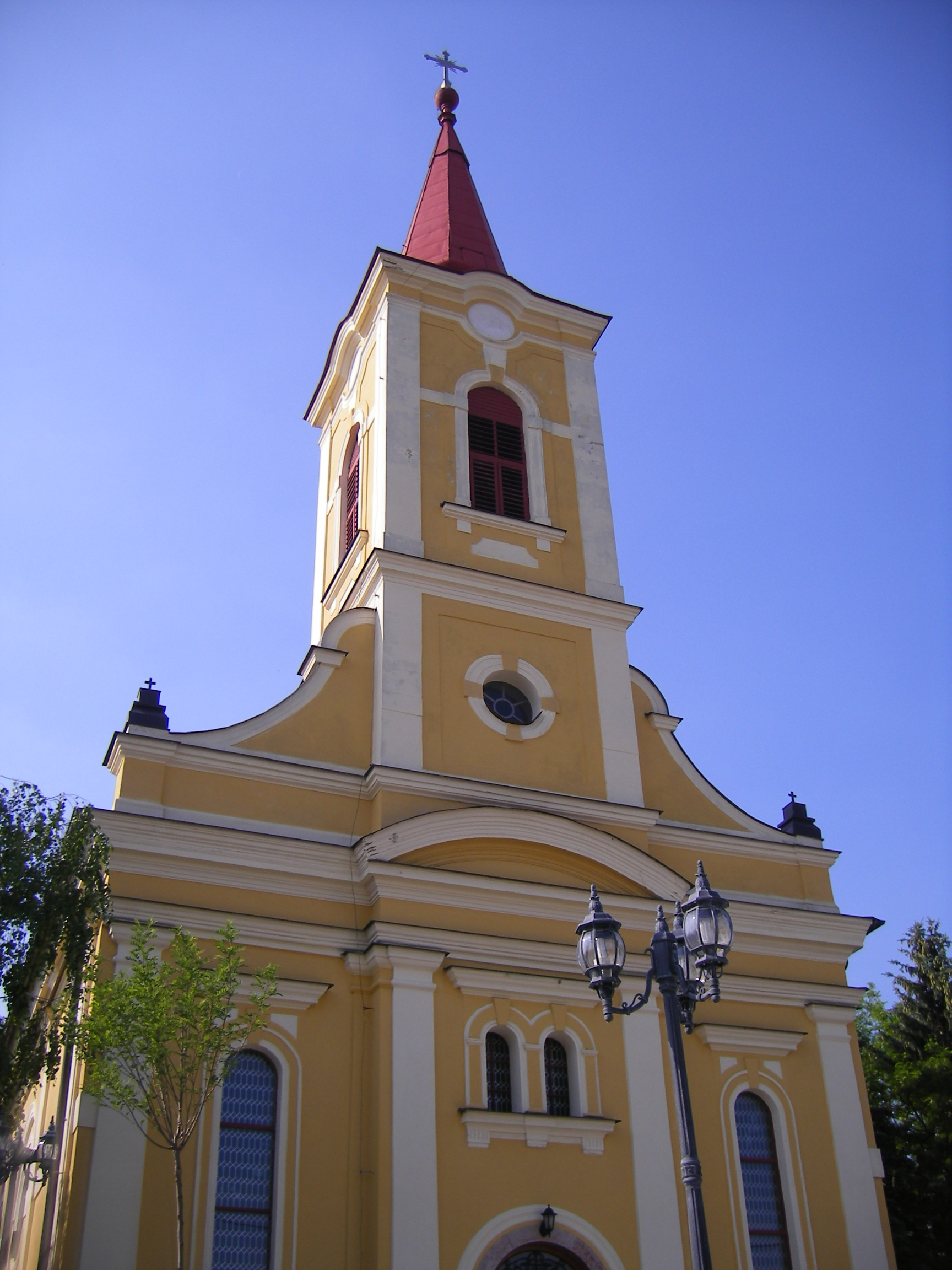
Die katholische St. Nikolaus-Kirche
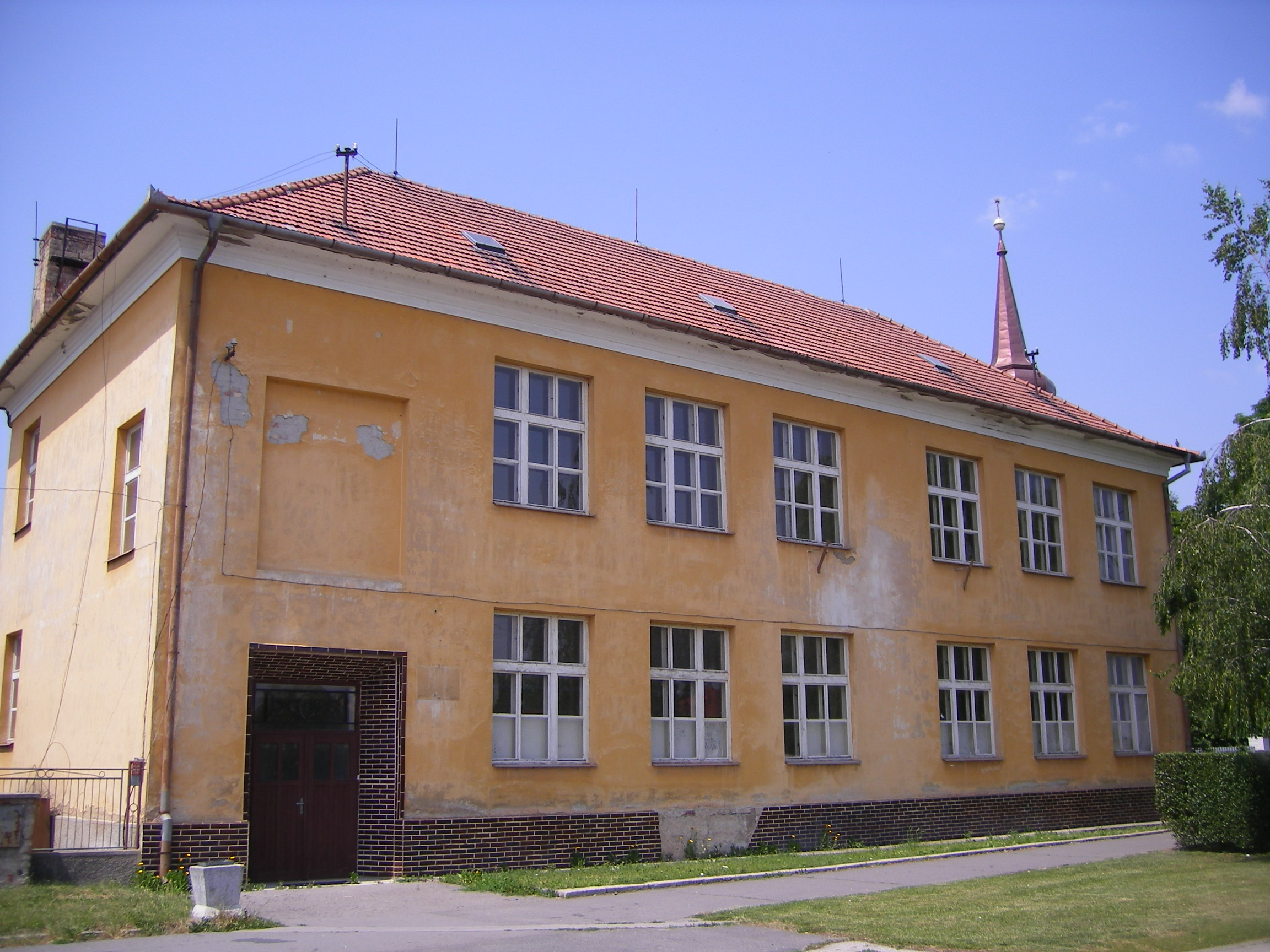
Die reformierte Kirche
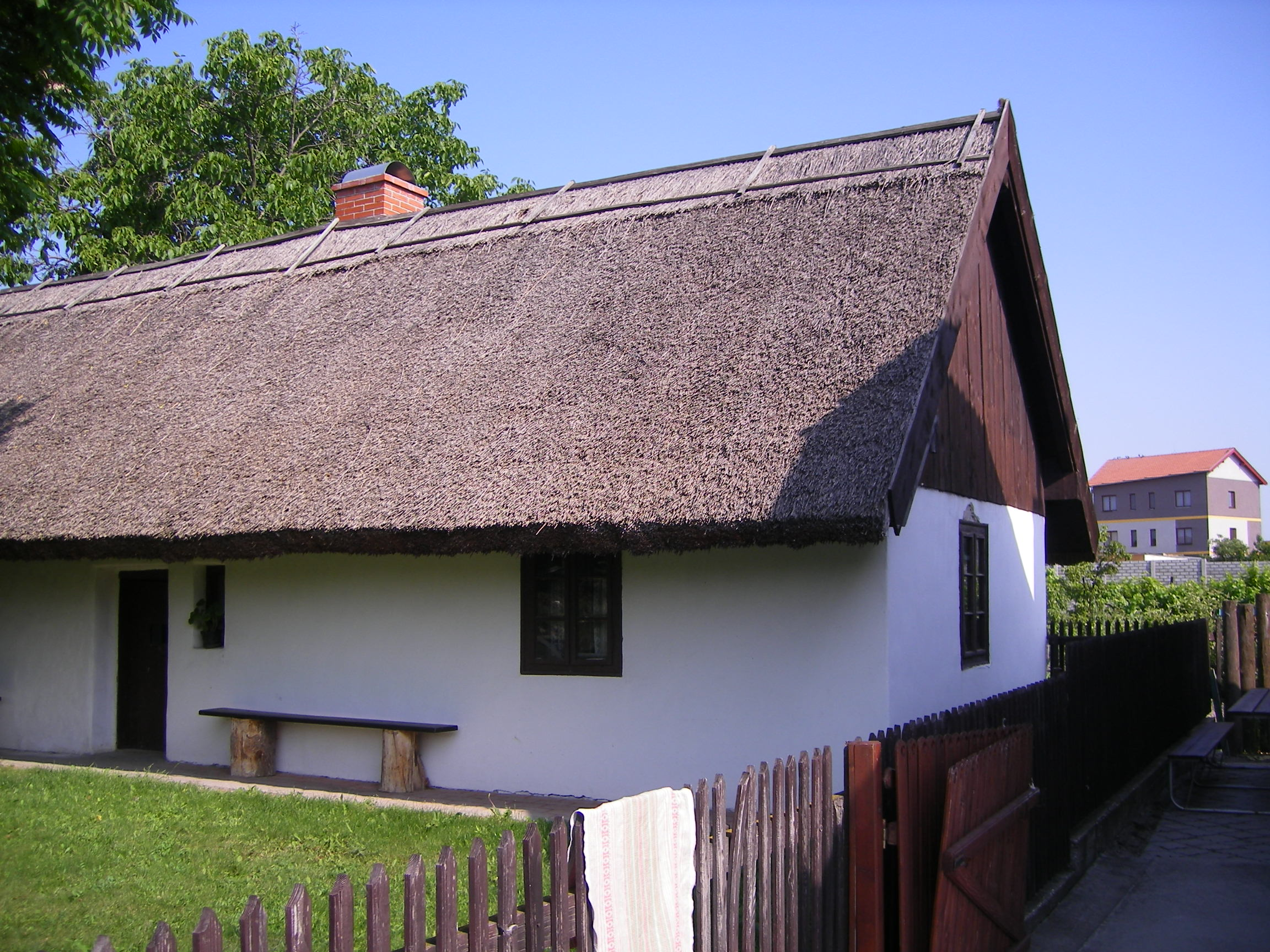
Bauernhaus
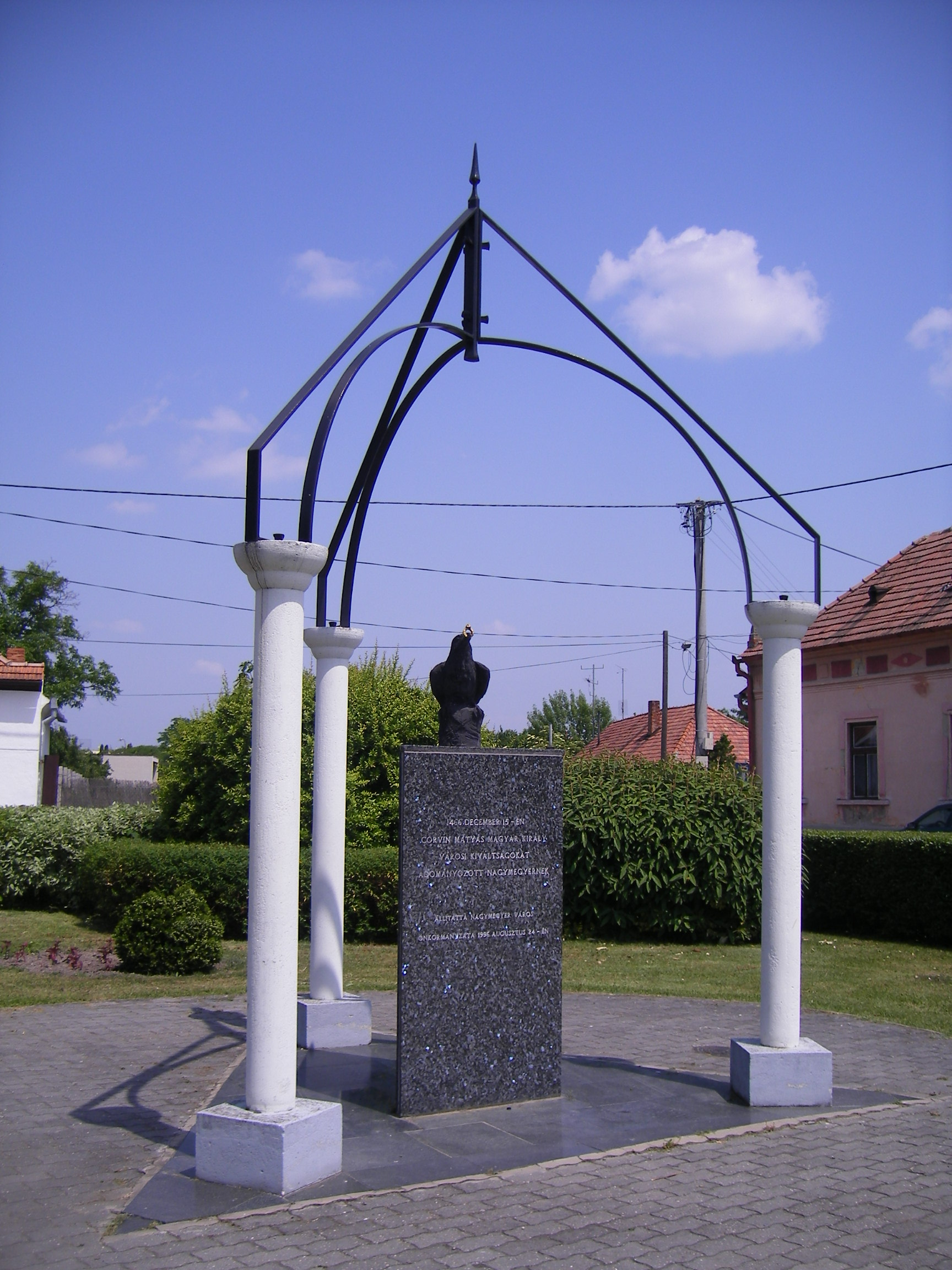
Denkmal zum Erhalt des Stadtrechtes